# Anna Fojudzka
Anna Fojudzka (geboren als Anna Kucypera; * 10. November 1980 in Breslau) ist eine polnische Schachspielerin.

## Leben
Anna Fojudzka absolvierte 1999 das Lyceum Amigo für soziale Integration in Breslau, 2004 die Technische Universität Breslau in Informatik und Unternehmensführung und 2005 die Wirtschaftsuniversität Breslau.

## Erfolge
1998 belegte sie bei der polnischen U18-Meisterschaft der weiblichen Jugend in Krynica Morska hinter Dorota Iwaniuk den zweiten Platz. Bei der U18-Europameisterschaft im selben Jahr in Mureck wurde sie Dritte, punktgleich mit der Siegerin Dana Reizniece. Zur Jahreswende 2002/03 gewann sie die C-Gruppe des 13. Cracovia-Opens in Krakau mit 1,5 Punkten Vorsprung. In der B-Gruppe des Infineon Young Master-Turniers 2003 in Dresden belegte sie den zweiten Platz.
Vereinsschach spielte sie in Deutschland und Polen. In der polnischen Mannschaftsmeisterschaft spielte sie 2003 für KSz Polonia Wrocław, in der polnischen Mannschaftsmeisterschaft der Frauen 2009, 2011 und 2012 für AZS Politechnika Wrocław. In der deutschen 1. und 2. Frauenbundesliga spielte sie zwischen 1996 und 2012 für den SV Chemie Guben. Für den Landesschachbund Brandenburg nahm sie an der deutschen Länder-Mannschaftsmeisterschaft der Frauen 1997 teil.
Seit 2003 trägt sie den Titel Internationaler Meister der Frauen (WIM). Ihre Elo-Zahl beträgt 2203 (Stand: Dezember 2024), sie wird allerdings als inaktiv geführt, da sie seit der polnischen Mannschaftsmeisterschaft der Frauen im November und Dezember 2012 keine Elo-gewertete Partie mehr gespielt hat. Fojudzkas bisher höchste Elo-Zahl war 2243 von Juli 2005 bis Juni 2006.